# 德巴塔烏帕齊拉
德巴塔乌帕齐拉是孟加拉国薩德基拉縣的一个乌帕齐拉，位於庫爾納专区的薩德基拉縣。。

## 人口
據1991年孟加拉國人口普查，德巴塔共有戶數17,724戶，人口99068人。其中男性佔比51.11%，女性佔比48.89%；成年人口50,418人。該地7歲以上人口之平均識字率為30.9%。